# 约瑟普·贝卢希奇
约瑟普·贝卢希奇（1847年3月12日—1905年1月8日）是一名克羅埃西亞人的發明家。出生於伊斯特拉半島拉賓的區域, 之後居住在Županići的鄉村.。贝卢希奇在帕津接受教育，他最終科佩尔在成為一位教授。
1888年约瑟普·贝卢希奇發明和設計第一個電動的速度表 。本發明在奥匈帝国以「velocimeter」之命名而獲得專利。
贝卢希奇曾在巴黎的1889年世界博覽會展示過他的發明，然後將它重新命名為「Controllore Automatico per Vetture」。同年，巴黎市政府設立了 超過120項專利註冊來競爭投標。他的設計贏得了最精確和可靠的獎項，並於1890年6月被受獎。

## 文獻
- Jamičić, Željko: Josip Belušić – izumitelj tahografa. In: časopis MUP (Mir-Ugled-Povjerenje) 3. Jg., Zagreb, 2008年1月, S. 15